# Нина Пантелеева
Нина Пантелеева (1943-2010) е български писател и литературен критик. Доктор на филологическите науки. Преподавала е в СУ „Св. Климент Охридски“, Варшавския университет и в НАТФИЗ.

## Биография
Родена е през 1943 г. в София. Завършва СУ „Св. Климент Охридски“, в който по-късно преподава. Преподава още и НАТФИЗ и Варшавския университет. Става доктор на филологическите науки.
Завеждала е отдела за литературна критика и история в сп. „Обзор“, издание на Министерството на културата и на Националната комисия на България към ЮНЕСКО.
Член на Съюза на българските писатели, на Съюза на българските журналисти и на AIEP – Международната асоциация на крими писателите. Неин съпруг е писателят Божидар Томов.

## Творчество
Пантелеева е автор на научни студии, издава сборници с литературно-критически статии, монографии. Едновременно с това се появяват и нейните романи, сборници с разкази и новели, повести за деца, радиопиеси, пиеси за куклен театър. Издадените ѝ книги са над 20, последните – „Шана и вълкът“, „Сферата“, романи и сборникът с разкази „Утре вече е днес“. Много от произведенията ѝ са преведени в различни страни в Европа.
Нейни произведения са преведени на немски, полски, словашки, руски, албански, френски и английски.